# Barbara Vehus

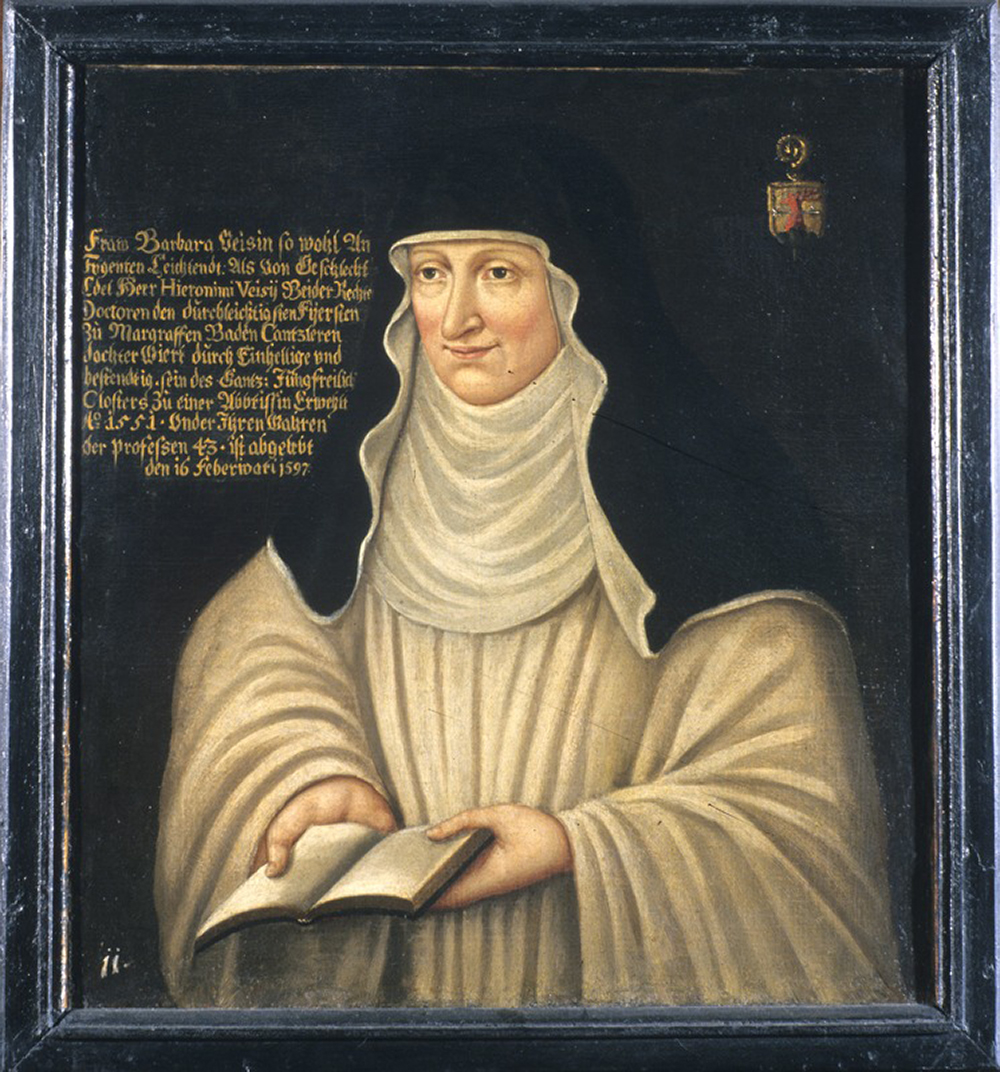
Porträt der Äbtissin Barbara Veus

Barbara Vehus OCist (* 16. Jahrhundert; † 16. Februar 1597) war eine deutsche Zisterzienserin und von 1551 bis 1597 Äbtissin des Zisterzienser-Klosters Lichtenthal.

## Leben
Barbara Vehus war eine Tochter des badischen Kanzlers Hieronymus Vehus. Nach dem Tod der Vorgängeräbtissin Anna von Mörsperg 1551 wurde Barbara Vehus am ersten Fastensonntag gleichen Jahres einstimmig zur 24. Äbtissin des Klosters Lichtenthal gewählt. Da die Wahl stattfand, ohne dass ein Vertreter der Regierung anwesend war, erkannten der amtierende Kanzler Johann Varnbühler und seine Räte diese zunächst nicht an. Am 25. Januar 1558 bestätigte Markgraf Philibert von Baden dem Kloster Lichtenthal alle Rechte und Freiheiten, die es einst durch seine Vorfahren erhalten hatte. Philiberts Wunsch, einen Beichtvater für Lichtenthal zu gewinnen, wurde ihm durch den Salemer Abt Johannes V. Michel erfüllt, indem dieser den Priestermönch Nikolaus für die Dauer eines Jahres nach Lichtenthal sandte.
In Ermangelung eines Visitators aus dem Zisterzienserorden bat Äbtissin Barbara 1558 den Ordenskommissar von Salem darum, den Prälaten Martin Schimpfer von der Abtei Schwarzach nach Lichtenthal zur Einkleidung und Profess ihrer Novizinnen zu entsenden. Nach der Abnahme zweier Professe schrieb Abt Friedrich Abstetter aus dem Kloster Tennenbach einen Brief an den Salemer Ordenskommissar und wies nochmals auf die Bedeutung eines eigenen Visitators für Lichtenthal hin, besonders da im Falle des Ablebens der Äbtissin die rechtmäßige Wahl einer Nachfolgerin einforderbar sein müsse. Auf Wunsch des Grafen Heinrich VIII. von Fürstenberg wurde 1570 das Benediktinerinnen-Kloster Friedenweiler mit Nonnen aus dem Kloster Lichtenthal besetzt. 1572 erwarb Äbtissin Barbara den nahegelegenen Schafberg, zwei Mühlen sowie einen Hof in Schmalbach. 1575 wurden nochmals Lichtenthaler Zisterzienserinnen in das Kloster „Maria Hof“ zu Neudingen entsendet.
Während der Regentschaft von Markgraf Philipp II. wurden die Steuerprivilegien des Klosters Lichtenthal 1572 zwar generell bestätigt, als es aber um den Erwerb von neuem Besitz des Klosters ging, wurden dafür nun Steuern erhoben. 1578 wurden dem Kloster 900 Gulden Türkensteuer und 1584 nochmals eine Steuer für den Bau und den Unterhalt einer Festung in Stollhofen abverlangt. Nachdem die Schulden für das Kloster zu einer immer größeren Belastung wurden, erhielt es vom Markgrafen eine Anleihe in Höhe von etwa 3000 Gulden, die mit 200 Gulden jährlich abbezahlt werden musste.
Zu den Schulden kamen auch immer wieder Jahre mit schlechten Ernten, weshalb das Kloster auf den Zehnten seiner Untertanen verzichten musste. Während ihrer etwa 46-jährigen Regierungszeit führte Äbtissin Barbara die Aufsicht bei insgesamt 43 Professen. Eine der Lichtenthaler Klosterfrauen, Barbara Kühler, wurde 1586 Äbtissin im Kloster Wonnental bei Kenzingen. Äbtissin Barbara Vehus starb am 16. Februar 1597 und fand ihre letzte Ruhestätte im Kapitelsaal des Klosters. Als Äbtissin des Klosters Lichtenthal folgte ihr Margaretha Stülzer.